# Peitoral do sumo sacerdote de Israel

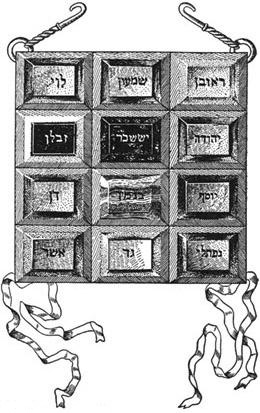
O peitoral do Sumo Sacerdote.

O peitoral do Sumo Sacerdote de Israel (em hebraico:  חֹשֶׁן, hoshen, "couraça") também chamado de peitoral do juízo, um colete usado na túnica do Sumo Sacerdote israelita, de acordo com o Livro do Êxodo. No relato bíblico, a couraça é denominada de o peitoral do juízo, porque o Urim e Tumim, que eram usados na adivinhação, foram colocados dentro dele.

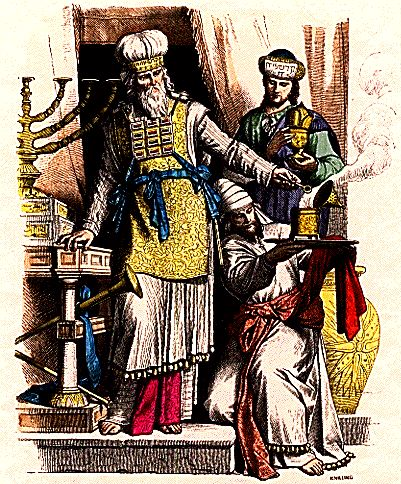
Sumo sacerdote judeu usando o peitoral na antiga Judá.

De acordo com a descrição em Êxodo, esta couraça foi anexada ao éfode, por correntes/cordas de ouro amarradas aos anéis de ouro nas alças dos ombros do Éfode, e por fita azul amarrada aos anéis de ouro nas partes mais baixas da éfode. As descrições bíblicas narram que a couraça também eram feitas do mesmo material que o éfode - bordados em linho - e era para ser de uma quadra,um côvado de largura, duas camadas de espessura e com quatro fileiras de três pedras gravadas cada uma embutida sobre ela, cada jóia é enquadrada em ouro. A descrição narra que o peitoral quadrado era para ser formado por duas peças retangulares iguais de tecido - sugerindo que sua aparência era semelhante a um colete sem encosto, com uma bolsa no interior para conter o Urim e Tumim. O termo para a couraça - hoshen - parece estar ligado tanto à sua função ou a sua aparência. Alguns estudiosos pensam que hoshen é provavelmente derivado de hasuna, que significa bonito, enquanto outros pensam que é mais provável que derive de seio, que significa um vezes para conter algo.

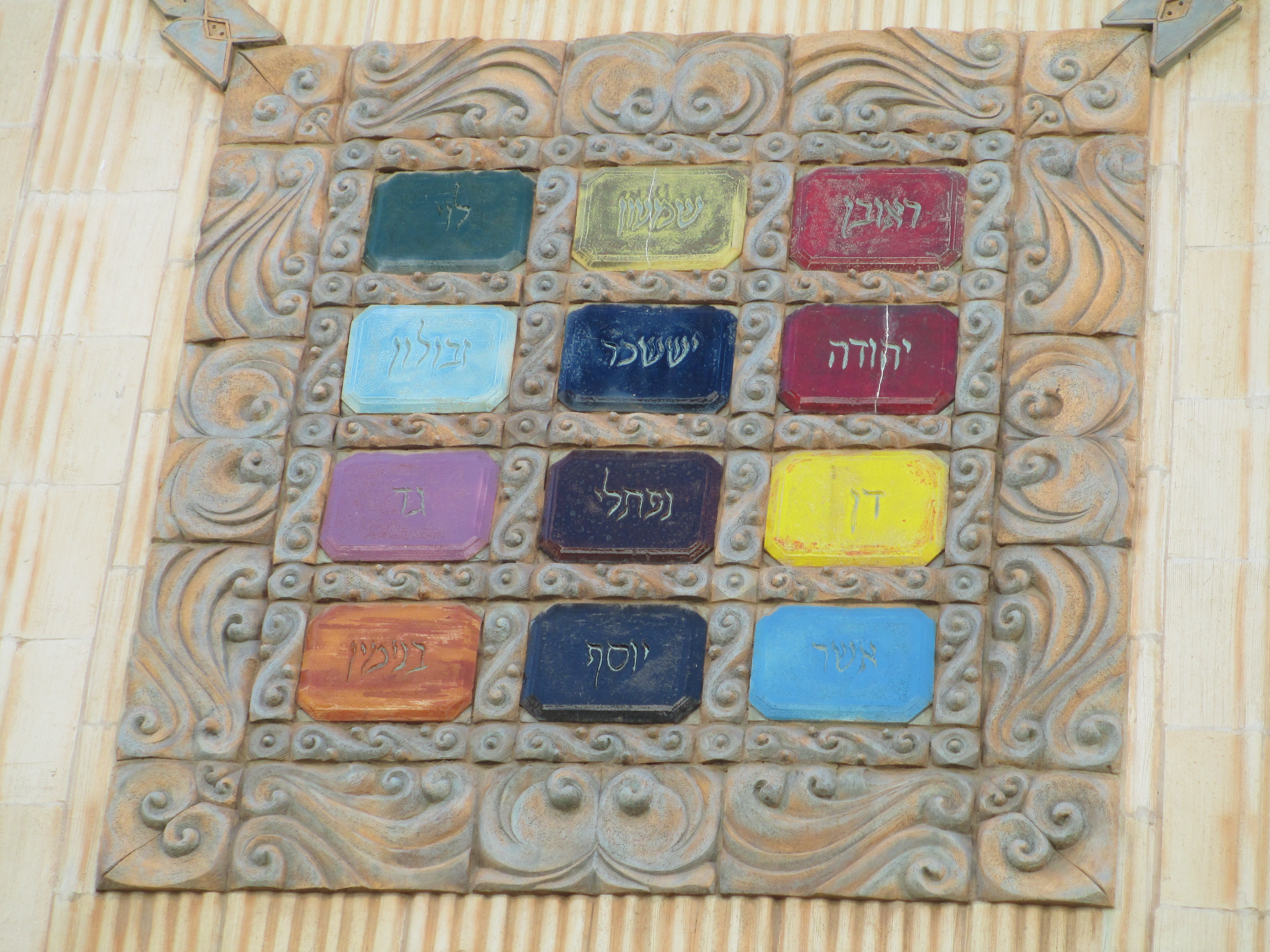
Peitoral na frente da sinagoga sefardita central em Ramat Gan (réplica).

De acordo com o Talmude, o uso do peitoral expiava o pecado de erros de julgamento por parte dos filhos de Israel.